# Ed Sadowski
Edward Anthony Sadowski (né le 11 juillet 1917 ; décédé le 18 septembre 1990) était un ancien joueur américain professionnel de basket-ball.

## Biographie
Évoluant au poste de pivot, Sadowski intègre l'équipe des Seton Hall Pirates de l'université Seton Hall lors des années 1930 et au début des années 1940. Il mène Seton Hall à sa seule saison invaincue en 1939-1940. Sadowski joue par la suite en National Basketball League.
Sa carrière est interrompue par la Seconde Guerre mondiale, mais Ed Sadowski continue à jouer au basket-ball. Il intègre la Basketball Association of America (BAA) lors de la création du championnat en 1947. Pour la première saison de l'histoire de la BAA, Ed Sadowski évolue avec les Toronto Huskies où il devient le premier entraîneur-joueur de l'histoire du championnat puis pour les Cleveland Rebels.
En tant que membre des Boston Celtics lors de la saison 1947-1948, Sadowski se classe au 3e rang des meilleurs marqueurs de BAA avec 19,4 points par match et est nommé dans la All-BAA first team. Considéré comme un géant à son époque, Sadowski ne reste qu'une saison à Boston. Sadowski est l'un des joueurs qui voyagent le plus, étant régulièrement transféré de franchise en franchise. À l'issue de sa carrière dans le basketball en 1950, il travaille pour la Cities Service Oil Company. Il décède d'un cancer à Wall, New Jersey en 1990.